# Japansk-koreanska fördraget 1907
Det Japansk-koreanska fördraget 1907 slöts mellan Japan och Korea år 1907. Det fastställde att den koreanska regeringen skulle styra under överinseende av den japanska residenten i Korea, och att alla höga poster i den koreanska regeringen måste besättas av japaner. 